# Vlaams Tijdschrift der Communistische Partij van België
Het Vlaams Tijdschrift der Communistische Partij van België was een Belgisch communistisch tijdschrift uitgegeven door de Kommunistische Partij van België (KPB).

## Historiek
De eerste editie van het tijdschrift verscheen in februari 1949 en was voornamelijk gericht naar partijmilitanten en -kaders. Het laatste nummer verscheen in juli 1955. 

## Redactie
Hoofdredacteur was Georges Van den Boom. Andere bekende medewerkers waren onder meer Aloïs Gerlo, Leo Michielsen en Edgard Lalmand.